# Jal el Dib
Jal el Dib (arabe : جل الديب ) est une ville de la banlieue nord de Beyrouth situé dans le caza du Metn au Mont-Liban au Liban. La population est presque exclusivement chrétienne maronite Jal el Dib se trouve sur le littoral et est traversée par l'autoroute qui relie Beyrouth au Nord-Liban.